# Don Ford
Donald J. Ford, detto Don (Santa Barbara, 31 dicembre 1952), è un ex cestista statunitense, professionista nella NBA e in Italia.

## Carriera
Venne selezionato dai Los Angeles Lakers al sesto giro del Draft NBA 1975 (92ª scelta assoluta).